# Partit Unitari

Bandera argentina dels exiliats unitaris a Montevideo, usada com a bandera mercant en vaixells, fins a 1852.

Bandera argentina dels exiliats unitaris a Montevideo, usada com a bandera de guerra en vaixells, fins a 1852.

 Partit Unitari  (en castellà i oficialment Partido Unitario) va ser un partit polític argentí de tendència liberal, el qual sostenia la necessitat d'un govern centralitzat a les Províncies Unides del Riu de la Plata, anomenades Províncies Unides a Sud Amèrica en la Declaració de la Independència i després anomenada República Argentina, el segle xix.

## Ideologia

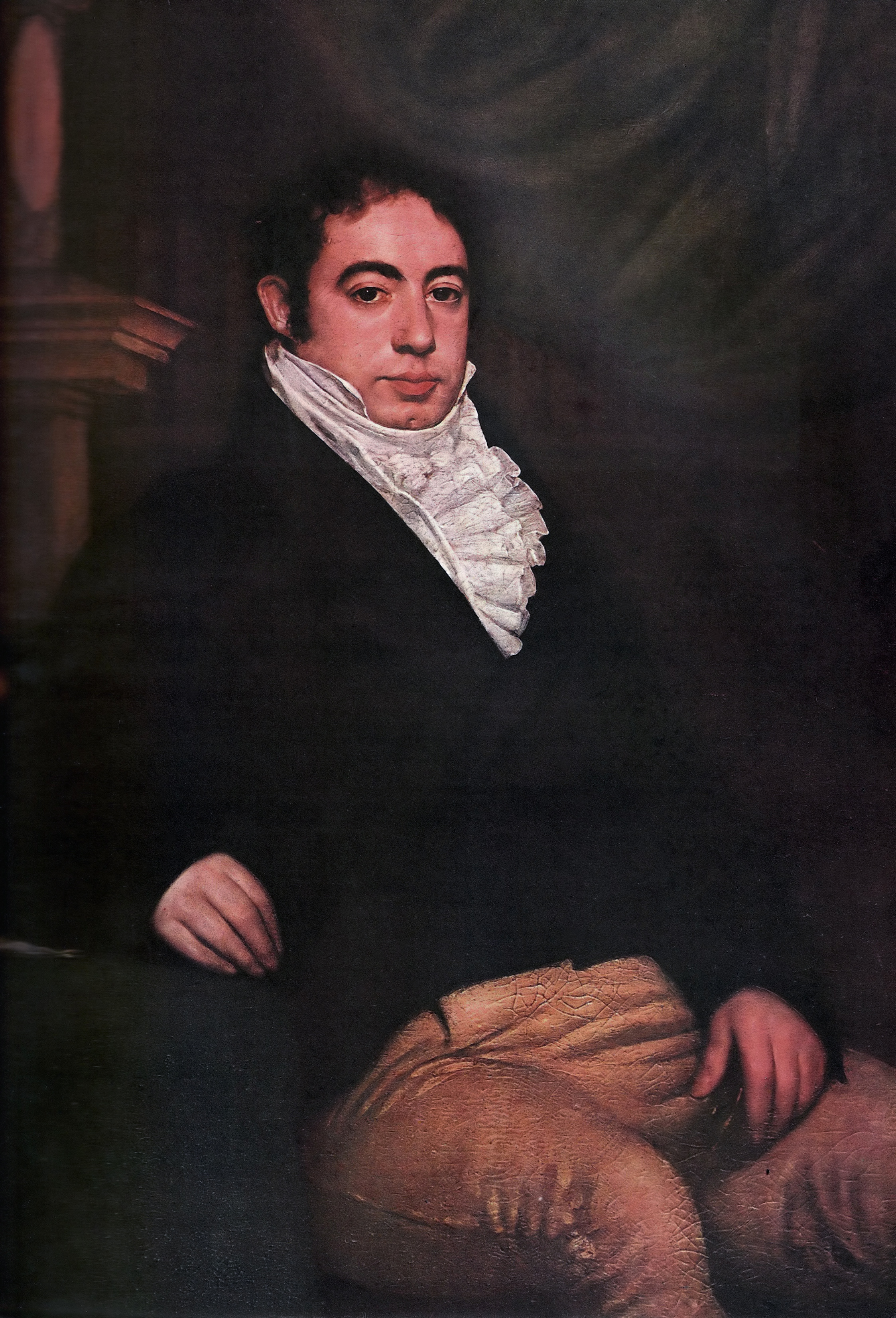
Bernardino Rivadavia, president de l'Argentina i promotor de la ideologia unitària.

Els unitaris van ser un grup integrat en la seva majoria per l'elit de Buenos Aires i de les ciutats que eren capitals provincials: membres de la classe alta, intel·lectuals, militars, etc. Aquesta classe no tenia adhesió entre la població rural, que era més sensible a la prèdica política dels cabdills.

## Emblemàtica
Així com els del Partit Federal tenien els seus emblemes, els unitaris en posseïen els seus: en les banderes, escarapel i escuts usaven un color blau cel molt clar juntament amb el blanc (anomenat "càndid" pels que feien poesia de tipus parnassiana entre els unitaris) i tenien proscrit el color vermell (l'única excepció era al barret frigi de l'escut), el color vermell solia ser anomenat colorado o punyir. Malgrat aquest repudi cap al color vermell, els unitaris van fer aliança amb els colorados de l'Estat Oriental de l'Uruguai. Un altre color que era emblemàtic dels unitaris era el verd. Les signatures unitàries arribaven fins i tot al tall de la barba: o s'afaitaven la barba deixant unes petites patilles o es deixaven la barba en forma d'U sense usar bigotis.